# 浜松市立高校サッカー部熱中症死亡事件
浜松市立高校サッカー部熱中症死亡事件（はままつしりつこうこうサッカーぶねっちゅうしょうしぼうじけん）は、日本の高等学校の部活動で起きた事件。

## 概要
2017年5月21日の朝に浜松市立高等学校のサッカー部はランニングの練習を行う。この練習に死亡することとなる1年生の男子生徒も参加する。その生徒は練習が開始されてから約50分後の学校まで約200メートルの地点で倒れて意識不明になり、それから病院に搬送された。顧問は自らのペースで走るように指示していた。当日の気温は27.5度であった。この日の部活動の練習は、顧問の指導の下でウォーミングアップ、基礎練習等で体を慣らした後で、約9.5キロメートルを40分から60分かけて湖を一周するというランニングが行われていた。この生徒は搬送された病院で重度の熱中症による急性腎不全や肝機能障害の可能性があると診断される。それから高度な医療を受けるために転院する。会話ができるまでは回復したが、腎臓や肝臓の機能は回復せず、10月31日に入院先の病院で死亡した。
事件発生から1年後に報告書が提出される。そこでは、当時の浜松市立高等学校のサッカー部では、熱中症への事前の準部や注意喚起はあったが、1年生に配慮した練習計画は無かった。体力や技術が未熟な低学年には体力を段階的に養うことが求められるが、そのような指導計画にはなっていなかった。死亡した当日は前日と比べれば最高気温は6度上昇していた。ランニングの最後尾には顧問2人とマネージャー2人が配置されていたが、生徒個々への状況確認が不明であった。暑くなることが予見されていたが、運動を軽減するなどの安全配慮が不十分であった。チームごとでランニングをして順位を出していたため、自らの成績がチームの順位に反映するため、途中でやめることの判断が難しかった。給水や観察などの安全確認や注意義務が不十分であった。熱中症指数計を使用していなかったため、熱中症のリスクの状況把握ができていなかった。死亡した生徒は中学校3年生の夏以降は高校入試によるほぼ半年のブランクがあり、4月にサッカー部に入部してから事件が起きるまでの日の大半は軽めの練習がほとんどであった。学校側の防止体制や給水体制が不十分であったことなどが報告される。
有識者によって事件の検証がされて、生徒の能力や体力に応じて段階的に練習を計画することや、教育委員会が作成した熱中症事故防止確認シートを活用することや、校外で走ることは原則禁止して生徒と教員に対する熱中症予防講座を開催することや、活動時に給水できる環境を整えることや、校外で走る場合には顧問の観察のもと集団で互いの体調に留意しながらにすることや、全ての部活動で活動前後の健康観察を丁寧に行うことや、体調不良を気軽に相談できる雰囲気を作ることや、危機管理マニュアルに基づいた安全管理や指導を徹底することが提言された。
この事件は文部科学省による学校事故対応に関する指針と学校管理下における重大事故事例の学校管理下における重大事故事例で紹介されている。